# Vaccinium brevipedicellatum
Vaccinium brevipedicellatum är en ljungväxtart som beskrevs av Cheng Yih Wu, Wen Pei Fang och Z.H. Pan. Vaccinium brevipedicellatum ingår i Blåbärssläktet, och familjen ljungväxter. Inga underarter finns listade i Catalogue of Life.